# Хоназ (гора)
Хоназ (Хоназ-Даг, тур. Honaz Dağı, Эшлер, Eşler Dağı) — потухший стратовулкан в Турции, в иле Денизли, к югу от одноимённого города и развалин древнего города Колоссы, по свидетельству Геродота и Ксенофонта одного из значительных городов Фригии, в 17 километрах к юго-востоку от города Денизли и древнего города Лаодикея. Высота горы Хоназ (Эшлер) 2571 метров над уровнем моря, это высочайшая вершина Эгейского региона. Вершина покрыта ледником. Гора известна в античной географии как Кадм (лат. Cadmus, др.-греч. Κάδμος).
Восточнее в широтном направлении тянется длинный хребет Гёкбелдаг (Gökbel Dağı, Баба-Даг, Буба-Даг, Акдаг), в античной географии — Салбак (Salbacus). Горы Кадм и Салбак на северо-востоке отделяли Карию от Фригии. На восточном склоне находятся истоки реки Чюрюксу (Лик), левого притока реки Большой Мендерес (Меандр).
По мнению Исмаила Ялчинлара (1915—2003) обледенению горы Хоназ способствовали водонепроницаемые породы и ледники, расположенные на северо-восточных склонах по причине «постоянной тени». Сырры Эринч (1918—2002) в статье «По поводу статьи Ялчинлара «О присутствии четвертичных ледниковых форм в горах Хоназ и Боздаг (Западная Турция)» опровергает мнение Ялчинлара и говорит, что оледенение всегда зависит от климата, а не от характера пород, и что четвертичные ледники располагались в Турции скорее на северных и северо-западных склонах.
В 1148 году на горе состоялась битва между армией крестоносцев во главе с королём Людовиком VII и войсками сельджуков Конийского султаната в 1148 году, завершившаяся разгромом крестоносцев.
21 апреля 1995 года создан национальный парк «Хоназ».
2 ноября 2011 года начато строительство через гору двухтрубного автодорожного тоннеля «Хоназ» длиной 2540 метров.